# Peter Parkrud
Peter Parkrud, född 29 mars 1964, är en svensk skådespelare och regissör.
Parkrud studerade vid Teaterhögskolan i Malmö 1988–1991. Efter sina studier har han arbetat på institutionsteatrar såsom Göteborgs Stadsteater, Uppsala Stadsteater och Riksteatern, och i fria grupper som Teater Trixter i Göteborg. Efter sin uppväxt i Kungälv och Göteborg bor Parkrud sedan 1991 i Stockholm. Parkrud har medverkat i ett antal film- och TV-produktioner. Sedan 2009 är han konstnärlig ledare för Teater Moped där han också regisserat ett antal pjäser bl.a. föreställningen "Håpas du trifs bra i fengelset" efter Susanna Alakoskis text med samma namn och som spelats på bl.a. Teater Brunnsgatan Fyra och på turné i landet. Peter Parkrud har arbetat som chef för Kulturskola och anlitas återkommande i utbildningssammanhang för företag, kommuner och landsting.